# Warrenzin
Warrenzin ist eine Gemeinde im Norden des Landkreises Mecklenburgische Seenplatte. Die Gemeinde liegt westlich von Demmin. Sie gehört dem Amt Demmin-Land an, das seinen Verwaltungssitz in Demmin hat. Bis zum 1. Juli 2004 gehörte Warrenzin zum Amt Borrentin.

## Geografie und Verkehr

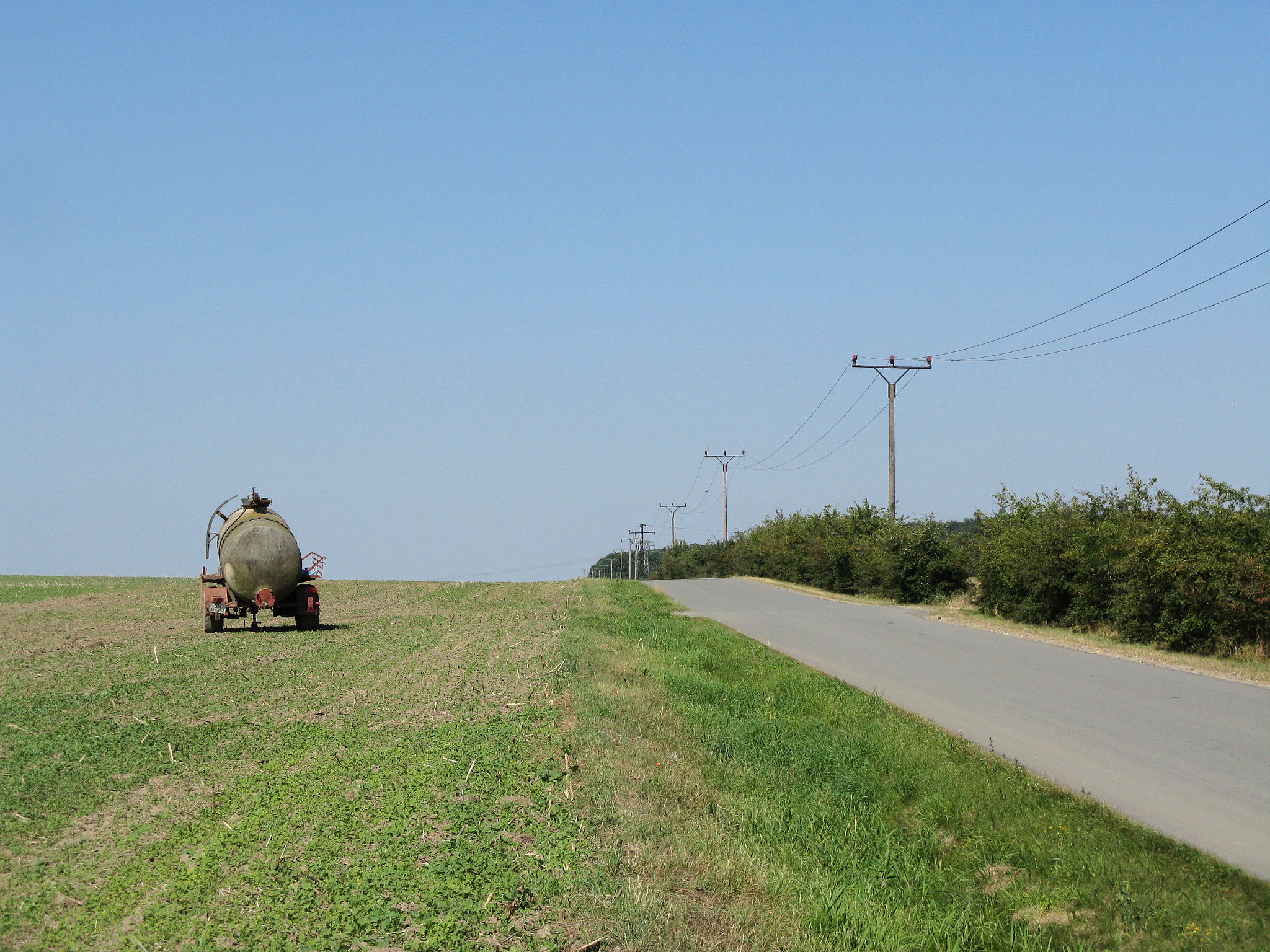
Acker bei Warrenzin

Warrenzin liegt etwa fünf Kilometer westlich von Demmin. Der Ortsteil Warrenzin, der sich in der Mitte des Gemeindeterritoriums befindet, liegt direkt an der Bundesstraße 110. Die Südgrenze des Gemeindegebietes bildet die Peene.
Ortsteile der Gemeinde sind Beestland, Upost, Warrenzin und Wolkow.

## Geschichte
Um 1900 gehörten die damaligen Gemeinden Upost, Warrenzien und Wolkow zum mecklenburgischen Aushebungsbezirk Malchin, Beestland hingegen zum pommerschen Landkreis Grimmen des Königreiches Preußen.
Bei Wolkow und Upost befinden sich mit dem Hohen Wall und dem Weißen Wall am Ufer der Peene zwei slawische Burgwälle im Gemeindegebiet.

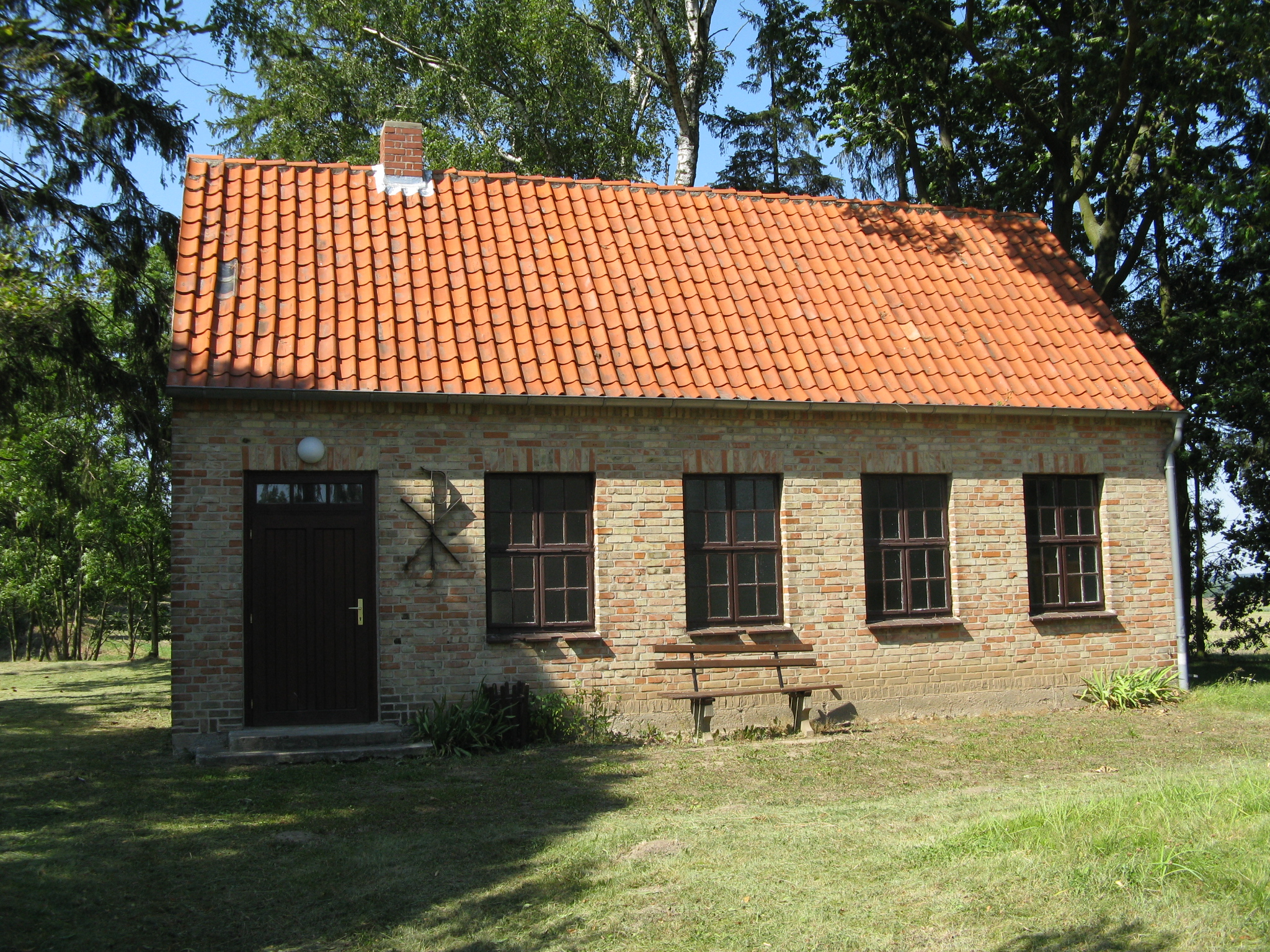
Kapelle in Beestland

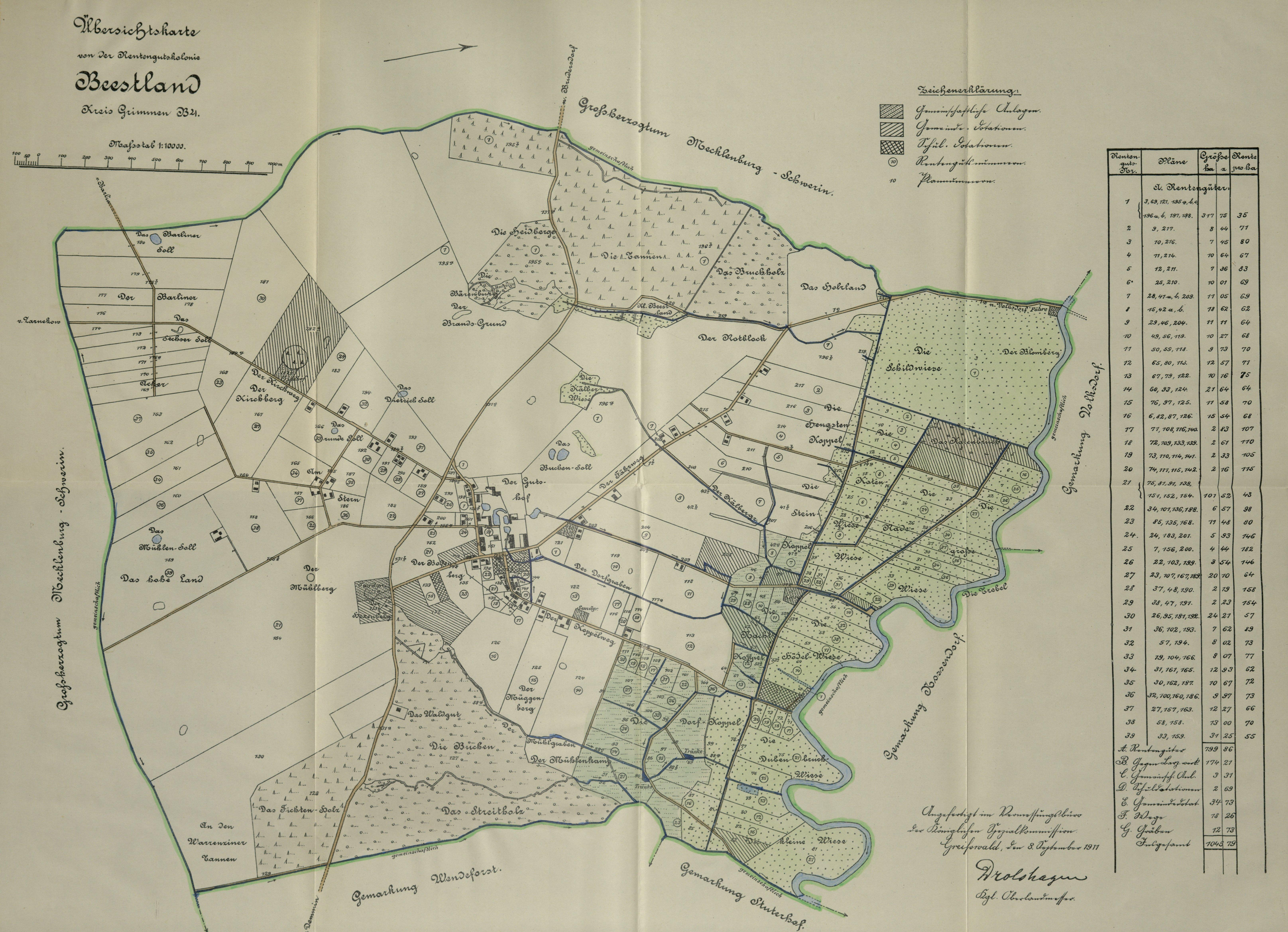
Karte von Beestland (1911)

Beestland wurde als Bisladon 1178 erstmals urkundlich erwähnt. Im 14. und 15. Jahrhundert besaßen die Familie von Hobe Ort und Gut. Bei Beestland befindet sich im Beestlander Forst eine ehemalige slawische Burganlage. Angeblich wurde hier im Jahre 1675 eine „Hexe“ verbrannt. Im Volksmund wird dieser Wallberg auch Bärenburg genannt. Die Burg errichtete man auf einem natürlichen Berg, nur die Hänge wurden künstlich steiler gemacht. Der Ort wurde am 1. Juli 2003 nach Warrenzin eingemeindet.
Upost wurde 1178 als Turpuriste in einer Urkunde des Schweriner Bischofs Berno erwähnt. Darin wurde der Ort als dem Kloster Dargun zugeordnet erwähnt. Die Bezeichnung des Ortes Turpuriste bedeutet Axtstiel. Einst stand bei Upost die Burg Lindenberg. Im Jahre 1845 gab es in Upost 15 Häuser mit sechs Bauern und acht Büdnerstellen, eine Schule und 194 Einwohner. Nach dem Zweiten Weltkrieg kamen Neubauernhäuser hinzu. Die Schule schloss 1954. Das Ganggrab von Upost wurde in den 1960er Jahren von Ewald Schuldt ausgegraben und restauriert. Upost wurde am 1. Juli 2003 nach Warrenzin eingemeindet.
Warrenzin bestand als Bauerndorf seit dem 12. Jahrhundert. Es war Domäne des Herzogtums/Großherzogtums Mecklenburg-Schwerin. Pächter waren u. a. die Familien Bühring (um 1800), Ebbeling (ab 1818) und Blank (ab 1842). Das 2000 sanierte Gutshaus stammt von um 1850. Das aus dem Endevdes 18. Jahrhundert stammende Forsthaus war seit den 1950er Jahren Sitz des Oberförsters Hans Schümann und wurde als Bauerngehöft betrieben. Das denkmalgeschützte Anwesen wurde seit 2007 renoviert und als Veranstaltungsort umgebaut. 
Wolkow wurde 1178 erstmals urkundlich erwähnt. Wie auch in Beestland, war hier seit 1560 mit wenigen Unterbrechungen die Familie von Hobe Gutsbesitzer. Die ehemaligen Wirtschaftsgebäude des Gutes wurden 1946/47 abgerissen, um Material für den Bau von Häusern der Neubauern zu gewinnen. Wolkow wurde am 1. Juli 1950 nach Warrenzin eingemeindet.

## Wappen, Flagge, Dienstsiegel
Die Gemeinde verfügt über kein amtlich genehmigtes Hoheitszeichen, weder Wappen noch Flagge. Als Dienstsiegel wird das kleine Landessiegel mit dem Wappenbild des Landesteils Vorpommern geführt. Es zeigt einen aufgerichteten Greifen mit aufgeworfenem Schweif und der Umschrift „GEMEINDE WARRENZIN * LANDKREIS MECKLENBURGISCHE SEENPLATTE“.

## Sehenswürdigkeiten
- Gutshaus Warrenzin von nach 1850 mit Mittelrisalit
- Gutshaus Beestland mit Allee
- Niederdeutsches Hallenhaus in Upost
- Forsthaus Warrenzin Ende des 18. Jahrhunderts